# Weisbrod-Zürrer

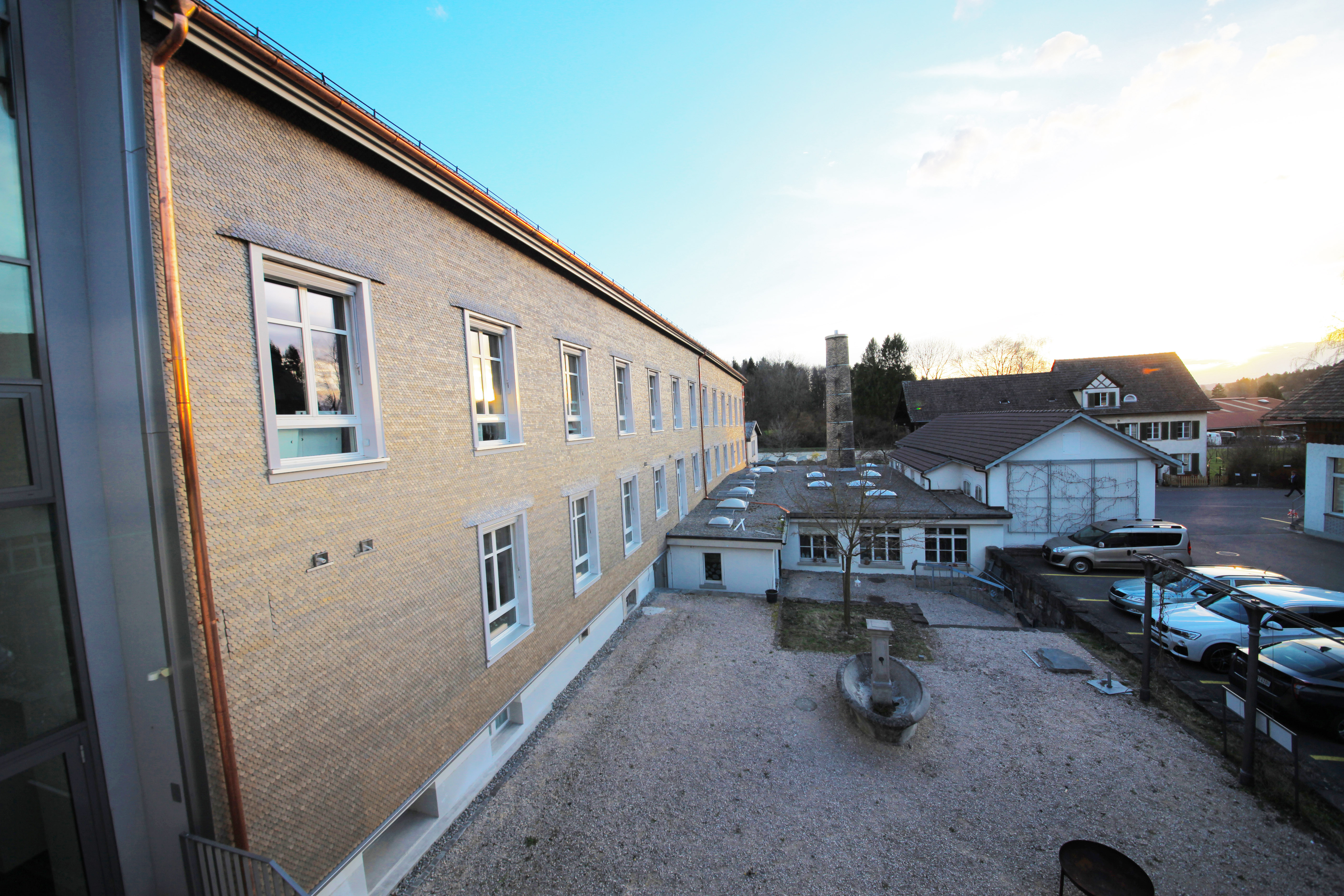
Zentrales Fabrikgebäude der Weisbrod-Zürrer AG mit Baujahr 1875

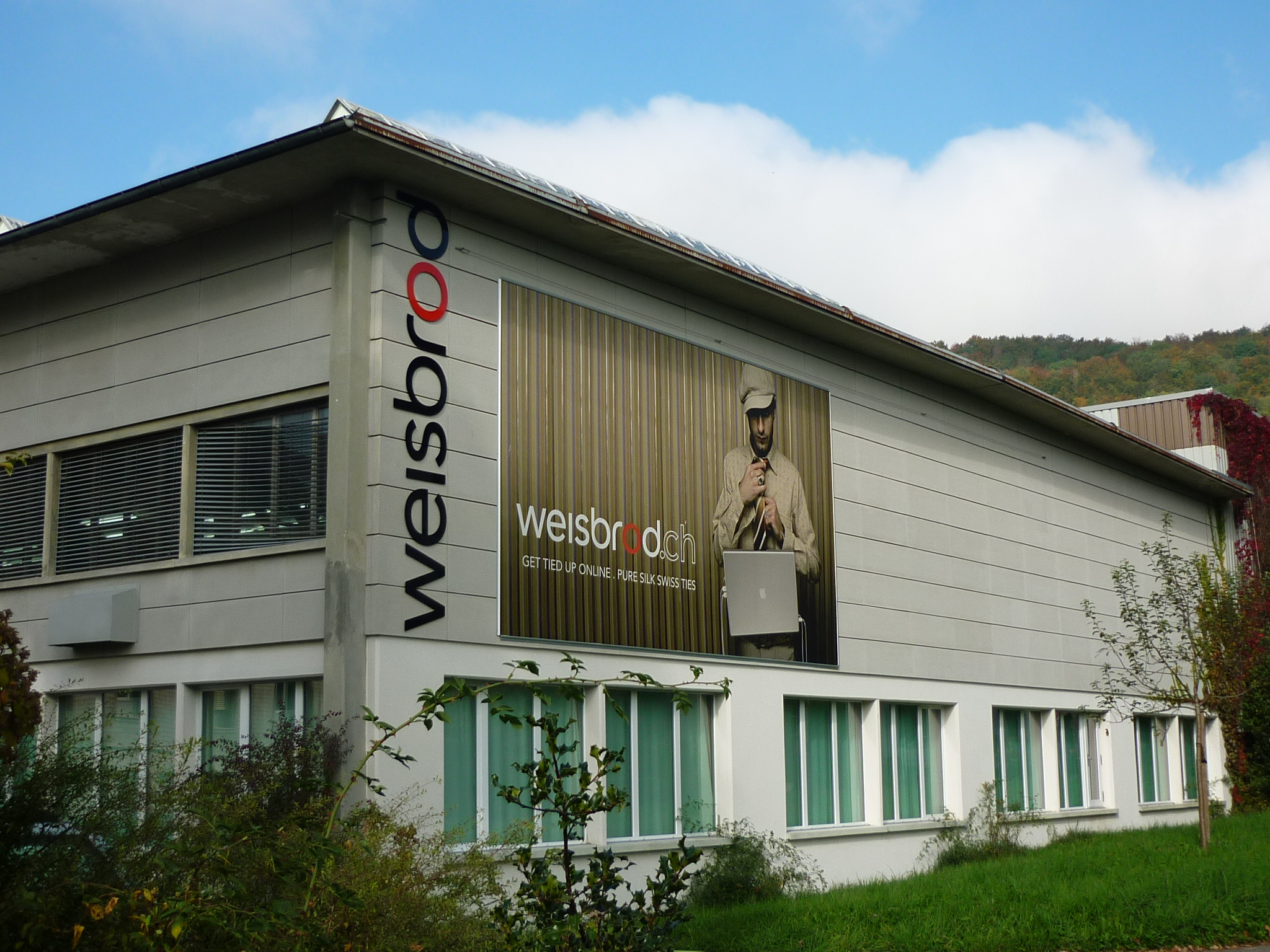
Weisbrod-Zürrer, Hausen am Albis, 2010

Die Weisbrod-Zürrer AG wurde 1825 in Hausen am Albis im Kanton Zürich gegründet und stellte dort bis 2013 Seidenstoffe und andere Textilien aus Endlosfasern her. Heute werden die Stoffe mehrheitlich in Italien gewoben oder eingekauft.

## Geschichte

### Erste Generation, Heimindustrie

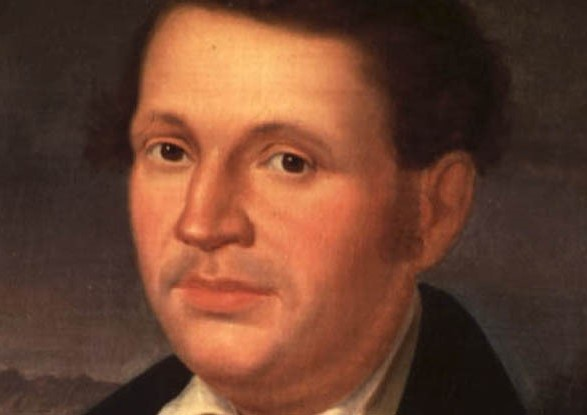
Jakob Zürrer 1805–1870

Jakob Zürrer-Ziegler (1805–1870), Sohn eines Müllerknechts, wurde mit sechs Jahren Vollwaise. Von 1815 bis 1817 besuchte er das Stapfersche Institut in Horgen. 1825 gründete er mit seinem Paten, Schneider Mathias Hägi, eine Seidenferggerei, die für einen Stadtzürcher Seidenfabrikanten arbeitete. 1834 übergab Hägi das Geschäft an Zürrer. Zu dieser Zeit arbeiteten bis zu 700 Heimweber im Knonauer Amt und in den Kantonen Zug, Schwyz und Nidwalden für den Betrieb. 1843 wurde ein grosses Geschäfts- und Wohnhaus gebaut. Zürrer stellte seine Seidenstoffe an den Weltausstellungen in London (1851) und Paris (1855) aus.

### Zweite Generation, Fabrikarbeit und Export

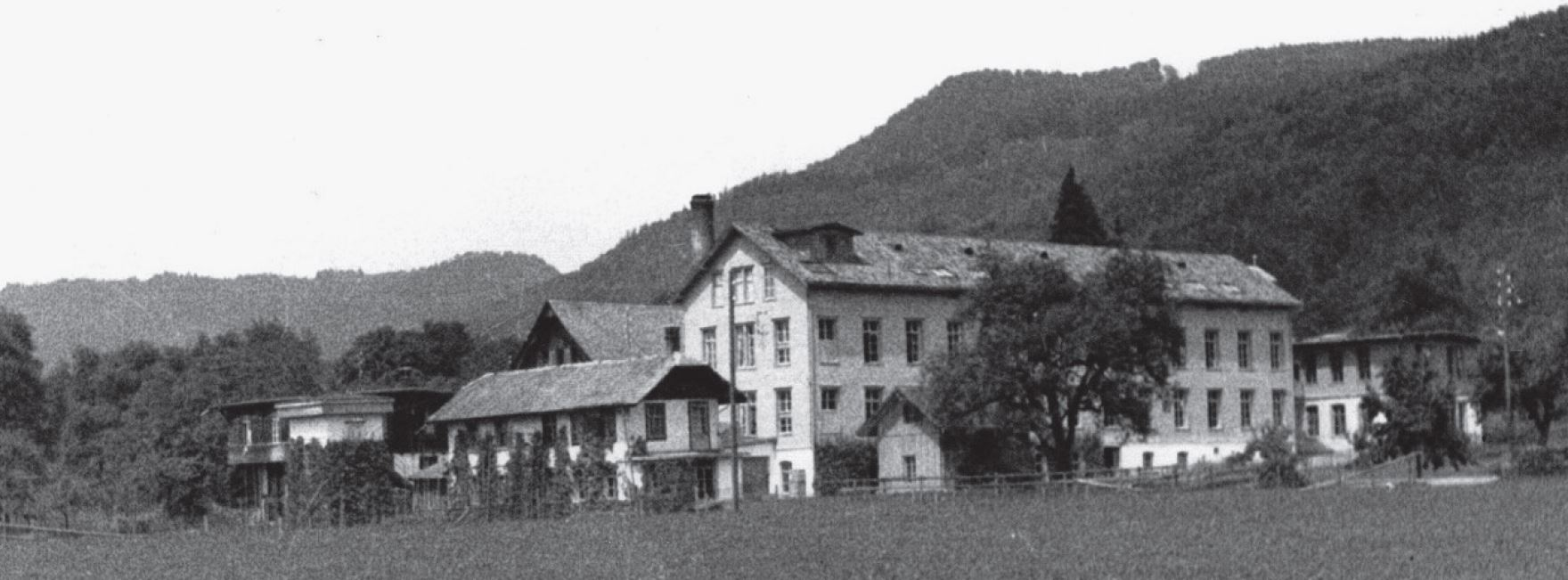
Fabrikgebäude Zürrer, Hausen am Albis 1892

Jakobs Söhne Emil und Theophil Zürrer führten die mechanische Seidenweberei ein, die mit der Zeit die Heimarbeit verdrängte. Emil und Emilie Zürrer-Schwarzenbach übernahmen das elterliche Geschäftshaus «Grandezza» an der Zugerstrasse 18 und Theophil und Ida Zürrer-Schwarzenbach das Gewerbehaus Zugerstrasse 21 in Hausen. Emil Zürrer gelang es 1860 nach vierjähriger Entwicklungsarbeit mechanische Baumwollwebstühle für die Seidenverarbeitung nutzbar zu machen.

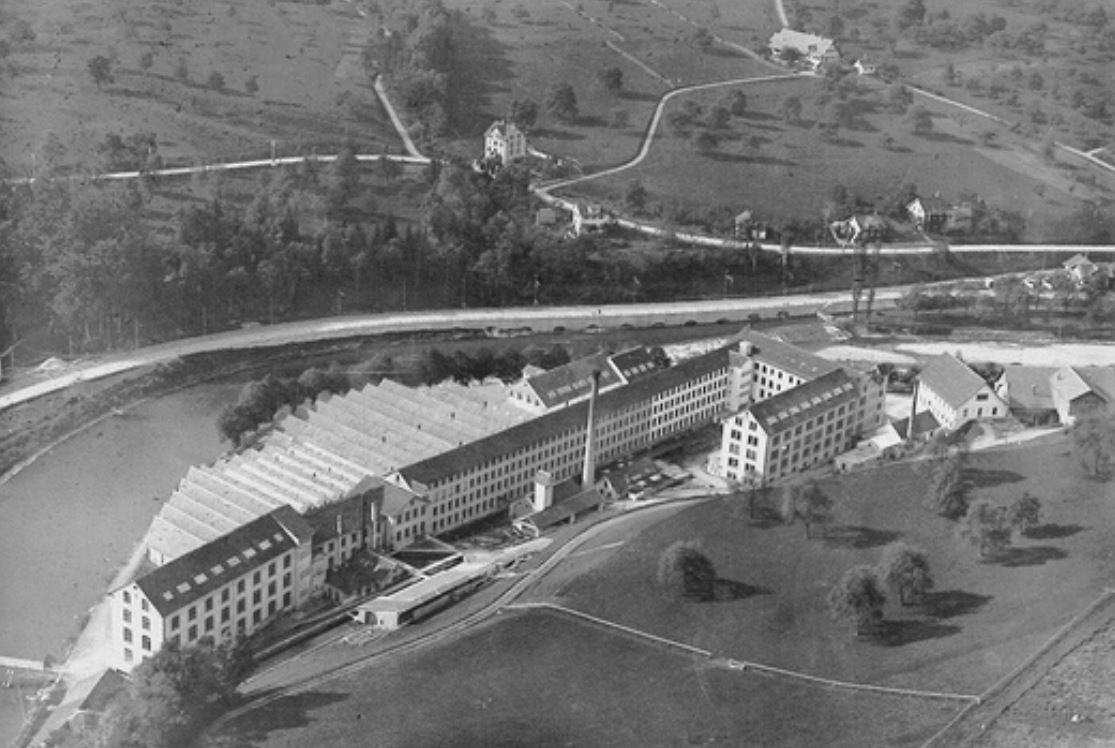
Mechanische Seidenweberei Adliswil MSA 1860–1930

Mit seinem Schwager Johannes Schwarzenbach-Landis (1804–1861) (Robert Schwarzenbach & Co) gründete er die «Mechanische Seidenstoffweberei Adliswil» MSA. Die Weltwirtschaftskrise in den 1930er Jahren zwang die MSA das Geschäft aufzugeben und die Aktien zum Liquidationswert zu verkaufen. Die Geschäfte konnten in Hausen am Albis weiter geführt werden. Theophil Zürrer erwarb in Lyon einen Webstuhl, der schwere Seidenstoffe weben konnte. 
Die Zürrers war das erste Unternehmen der Zürcher Seidenindustrie, das den schweren Faille-Stich produzieren konnte. 1875 wurde in Hausen das erste Fabrikgebäude mit Weberei (40 Lyoner Webstühle), Winderei und Zettlerei gebaut.
Das Unternehmen exportierte den Hauptanteil der Produktion und wurde im Ausland bekannt. An der Weltausstellung 1873 in Wien erhielt es für ihre Seidenstoffe die Österreichische Verdienstmedaille und an der Weltausstellung Paris 1878 eine silberne Plakette. Eine Spezialität war die Herstellung von seidenen Fahnenstoffen. Die Seidenfahnen der Schweizer Armee und fast alle Vereinsfahnen der Schweiz stammen aus Hausen am Albis.
1876 stiegen die Preise für Rohseide massiv, weil später Frost in Italien fast die ganze Seidenernte vernichtet hatte. Weil die Grossisten ihre Bestellungen vorsichtshalber sistierten, kauften die Gebrüder Zürrer einen Stoffladen an der Zürcher Bahnhofstrasse, von wo sie ihre Stoffe direkt ins europäische Ausland versandten. Eine neue Modewelle aus Paris propagierte Kleider aus Wollstoffen, wodurch das Seidengeschäft einbrach.
Als Auswege aus dieser Krise wurde die Liegenschaft an der Bahnhofstrasse an den Buchhalter Emil Spinner verkauft, der sie unter dem Namen Seiden-Spinner erfolgreich weiter führte. In Hausen wurden die alten Webstühle durch moderne ersetzt. Theophil Zürrer erwarb 1892 die Baumwollzwirnerei Aeugstertal samt Wasserrecht an der Reppisch zur Stromerzeugung.
Theophil junior, Sohn von Theophil Zürrer-Schwarzenbach, trat 1890 nach Ausbildungen in Adliswil, Lyon, London und Oberitalien in das Geschäft ein. 1895 heiratete er Emmy Syfrig, die einzige Tochter des Seidenfabrikanten Syfrig aus Mettmenstetten. Nach Syfrigs Tod kam seine Seidenfabrik 1900 in den Besitz der Zürrers. Das gemeinsame Unternehmen wurde in «Theophil Zürrer» umbenannt.

### Dritte Generation, Weisbrod-Zürrer
Mit Theophil Zürrer-Schwarzenbach starb 1905 der letzte der zweiten Generation. Von der dritten Generation war Paul Zürrer, Sohn von Emil Zürrer-Schwarzenbach, in der Mechanischen Seidenweberei Adliswil verantwortlich. Für das Geschäft in Hausen waren Theophil Zürrers Kinder Robert, Theophil junior und Fanny zuständig, mit Theophil junior in der Geschäftsleitung. Nach dessen frühen Tod wurde das Unternehmen 1912 in eine Kollektivgesellschaft umgewandelt. 1920 verstarb Robert Zürrer.
Fanny Zürrer heiratete 1904 Gustav Weisbrod, den Sohn des Weinhändlers Franz Peter Weisbrod aus Affoltern am Albis, der 1873 aus der Kurpfalz in die Schweiz gezogen war.
Während des Ersten Weltkriegs waren der Import von Rohseide und der Export der Stoffe durch die Blockaden behindert. Von 1918 bis 1925 setzte eine grosse Nachfrage nach Seidenstoffen ein. Stückgefärbte Seiden- und Krawattenstoffe konnten nach England exportiert werden. Das auf neu entwickelten mehrschiffigen Webstühlen gewobene Crêpe-Gewebe war sehr gefragt.

### Vierte Generation, Krisenjahre und Diversifikation
Hans, Richard und Hubert Weisbrod, die drei Söhne von Fanny und Gustav Weisbrod führten das Unternehmen als vierte Generation weiter. Sie waren mit der Weltwirtschaftskrise von 1929 konfrontiert, durch die das Seidengeschäft darnieder lag. Durch die Abwertung des englischen Pfundes 1931 wurden die Preise für Seidenstoffe aus der Schweiz so hoch, dass der Export nach England zu erliegen drohte.

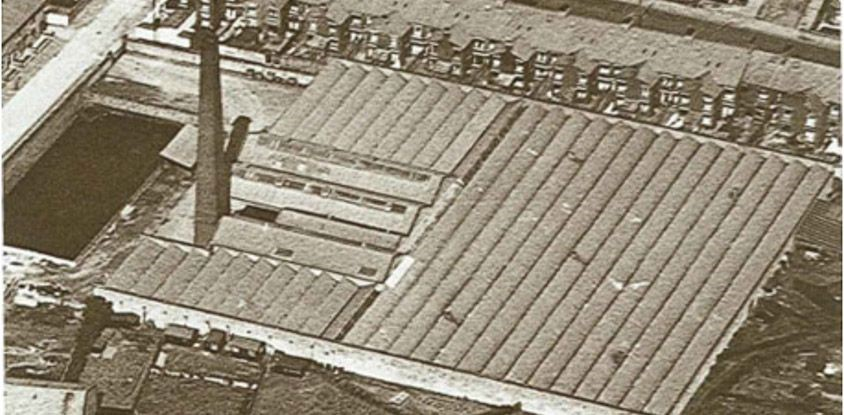
Lancashire Silk Mill, Darwen

Um den englischen Markt trotzdem beliefern zu können, wurde der 27-jährige Richard nach Darwen geschickt, um dort eine Seidenweberei aufzubauen. Die Seidenweberei im Aeugstertal und die Faconweberei Baer in Ebertswil wurden geschlossen und deren Webmaschinen nach England transportiert. Zwölf Arbeiterinnen und Angestellte hatten intensiven Englischunterricht erhalten und reisten mit, um beim Aufbau zu helfen. Richard gründete 1933 in England mit zwei ortsansässigen Partnern die «Lancashire-Silk-Mills» sowie die Verkaufsgesellschaft «Zurrer-Silks».
1937 verlegte die «Mechanische Seidenstoffweberei AG Adliswil» MSA ihren Sitz nach Oberarth und betrieb die 1891 von Stehli Seiden eröffnete und 1933 geschlossene Seidenfabrik Oberarth unter dem Namen «Emar Seidenstoffweberei AG» bis 1991 weiter.
Der Zweite Weltkrieg war für das exportorientierte Seidengeschäft verheerend. Das Krawattengeschäft mit England kam zum Erliegen. Rohseide kostete das 40fache. Mit Zellwollgeweben als Ersatzstoffe konnte die Beschäftigung in Hausen und Mettmenstetten aufrechterhalten werden.
Auch nach dem Zweiten Weltkrieg setzte wider Erwarten ein grosser Aufschwung ein. Die Niederlassung in England ermöglichte dem Unternehmen den Zugang zu den neuen synthetischen Fasern wie Nylon, Orlon und «Terylene». In Hausen wurde 1951 eine neue Weberei mit 26 moderne Webmaschinen gebaut. Für die wichtigsten Absatzgebieten wurden ortsansässige Vertreter eingestellt. Mit dem modernen Marketing wurde neue Produktenamen («Lascara», «Saronga Silk», «Verlasca» usw.) kreiert.
Um der Unberechenbarkeit der Mode, den schwankenden Wechselkursen und der instabilen Wirtschaftslage in den Abnehmerländern entgegnen zu können, begannen Hans und Hubert Weisbrod in weniger schwankungsabhängige Geschäftszweige zu diversifizieren. 1957 wurde die «Loring AG» in Würenlos (Fabrikation von Artikeln für die Damenhygiene) übernommen. Der von Richard geführte Geschäftszweig in Darwen diversifizierte (Bügel «Speedo» zum Trocknen von Hemden).

### Fünfte Generation, Kreativität
Ronald Weisbrod (1942–2024), der in England geborene Sohn von Richard Weisbrod, stieg 1967 als Juniorpartner in Hausen ein. 1984, nach dem Tod von Hans Weisbrod, übernahm Ronald Weisbrod die Leitung des Betriebes. Anstelle der bisher produzierten Uni-Stoffe wurden jetzt in eigenen Ateliers jährlich über 1000 neue Stoffmuster (1992 Marke «e-motion») kreiert. Ronald Weisbrod überwachte mit seinem künstlerischen Flair persönlich die zahlreichen Neuentwicklungen.
90 % der Produktion (hauptsächlich Damenkleiderstoffe, sowie Deko-, Krawatten-, Fahnen- und Trachten-Stoffe) wurden nach Deutschland, Japan, USA, Frankreich, Italien und England exportiert. Die Hälfte des Umsatzes wurde in Hausen, der Rest bei Partnerbetrieben in aller Welt produziert.
Durch Übernahmen (1983 H. Gut & Co., 1994 Gasser & Co. Olten) wurde Know-how dazu gewonnen und das Angebot ergänzt. Um die Aktivitäten in Hausen konzentrieren zu können, wurden Teile des Unternehmens verkauft (1990 «Lancashire Silk Mills» in Darwen, 1994 Loring AG, Webbetriebe in Mettmenstetten vermietet). 1985 wurde in einem Neubau in Hausen die Jacquardweberei zusammengeführt. 1992 wurde ein Bürogebäudeneubau (Verkaufs- und Entwicklungsabteilungen, Fabrikladen) realisiert.
Im Jahr 2000 arbeiteten im Betrieb rund 140 Angestellte aus über 10 Nationen, die mit Ronald Weisbrod das 175-jährige Bestehen des Unternehmens feiern konnten. Er arbeitete bis 2023 im Betrieb.

### Sechste Generation, Ende der Tradition
2001 traten Ronald Weisbrods Sohn Oliver und seine Frau Sabine als Vertreter der sechsten Generation in das Familienunternehmen ein. Die beiden Biologen bildeten sich in Management und Betriebswirtschaft und an der Textilfachschule weiter. Sie führten die neue Eigenmarke «Weisbrod» im Accessoire-Bereich (in der Schweiz gefertigte Krawatten und Schals) direkt am Markt ein, weil die traditionellen Modehäuser Europas verschwanden. Neue Produkte wurden in Zusammenarbeit mit Schweizer Forschungsstellen entwickelt und auf den Markt gebracht: Die schmutzabweisende Ausrüstung «cocoontec», mit Plasmatechnologie hergestellte Stoffe mit reiner Goldbeschichtung, Innendekorationsstoffe mit eingewobenen lichtleitenden Fasern (für Glasfassaden) und nach GOTS zertifizierte Bio-Seidengewebekollektion. Die Innendekorationsstoff-Abteilung entwickelte hochwertige, kreative Stoffe für bekannte Modemarken.
Von der Weberei Boller-Winkler, Turbenthal wurde 2007 der Produktionsteil (Maschinen und Artikel) übernommen. Damit entstand in einer neuen Halle in Hausen mit 18 über 3,5 m breiten Maschinen eine der grössten breiten Jacquard-Webereien Europas.
Die Weltwirtschaftskrise ab 2007 brachte das Ende der Tradition in Hausen, das Geschäft brach 2009 abrupt ein. Im 2012 wurde entschieden, den Textilbetrieb weiterzuführen, aber ohne eigene Produktion in der Schweiz. 2013 wurde die Produktion in Hausen am Albis nach 188 Jahren definitiv eingestellt. Weiter geführt wird der grosse Stoffladen und die Eigenmarke «Weisbrod». Die Krawatten werden beim «Lernwerk Turgi» konfektioniert. Die Seidenstoffe werden in einem Partnerbetrieb in Como gewoben. Die Tochtergesellschaft J. Gasser & Co in Däniken handelt mit Stoffen und beliefert Detailgeschäfte in der ganzen Schweiz. Die durch die Produktionsschliessung freigewordenen Räume in der alten Fabrik im Weisbrod-Areal wurden weitervermietet. Es entstand ein Areal mit einer grossen Zahl an kleinen bis mittelgrossen Gewerbemietern. Ein nicht gewinnorientierter Verein, die «IG Weisbrod-Areal», organisiert jährlich auf dem Areal kulturelle Anlässe und Spezialitäten-Märkte.

## Schweizer Seide
Dem Verein Swiss Silk ist es gelungen, die Serikultur in der Schweiz wieder anzusiedeln. Weisbrod ist der erste Marken-Partner von Swiss-Silk und bietet seit 2014 Produkte aus in der Schweiz angebauter Seide an.